# Simulium atratum
Simulium atratum es una especie de insecto del género Simulium, familia Simuliidae, orden Diptera. Fue descrita científicamente por Meijere, 1913.